# Delphine André
Pour les articles homonymes, voir André.
Delphine André, née le 20 mai 1966 à Vallon-Pont-d'Arc, est une dirigeante et entrepreneure française. Elle est surtout connue comme la présidente du Groupe Charles André (GCA).

## Biographie

### Jeunesse, formation et débuts
Originaire de l'Ardèche, Delphine André est la petite-fille de Charles André, fondateur du groupe Charles André en 1932, une entreprise basée à Montélimar et spécialisée dans le transport et la logistique au service de l’industrie, qui sera reprise par la suite par le père de Delphine. Durant son enfance, elle se passionne pour le sport, pratiquant par exemple beaucoup le ski.
Elle mène ses études au sein de l’université d'Aix-Marseille où elle décroche un magistère en droit des affaires, fiscalité et comptabilité. Elle exerce ensuite au cabinet Mireille Reynaud-Daviaud en tant que conseil juridique.

### Reprise de GCA
À la suite du décès de son père en 1991, Delphine André intègre en 1995 l’entreprise familiale en qualité de juriste. Dans le même temps, elle devient avocate au barreau de Valence et le restera jusqu’en 2002.
En 2002, elle rachète les parts de son oncle et de ses sœurs et devient PDG du groupe Charles André (GCA). Delphine se retrouve ainsi à la tête d'une société employant plus de 5 000 salariés et réalisant un chiffre d’affaires de plusieurs centaines de millions d’euros.

### Développement de GCA et diversification
À partir de 2003, elle acquiert plusieurs hôtels de luxe.
En 2014, la cheffe d'entreprise intègre le conseil de surveillance du Grand port maritime de Marseille en qualité de vice-présidente. Durant la même année, elle limoge le directeur général de Novatrans, entreprise reprise par le groupe Charles André en 2013. Toujours en 2014, elle s'installe à la tête du groupement national des transports combinés (GNTC), fonction qu'elle quittera en 2016. Encore en 2014, elle prend la présidence de l'Union montilienne sportive, le club de football de la ville de Montélimar, dans le but de faire passer le club en Nationale 3 sous 5 ans. Cet objectif ne sera pas atteint, et Delphine André annonce ainsi le 25 juin 2019 son départ du club, estimant également ne pas avoir le temps de s'impliquer suffisamment pour cette mission.
Au fil des années, le Groupe Charles André se développe, effectue plusieurs rachats et agrandit son maillage européen, avec pour résultat un chiffre d’affaires qui dépasse dorénavant le milliard d’euros.
À partir de janvier 2020, Delphine André est une des investisseurs de l'émission Qui veut être mon associé ? diffusée sur M6,. La présidente de GCA fait en effet partie des grandes fortunes de France, avec une fortune estimée à 600 millions d’euros en 2022 selon le magazine Challenges.

## Vie privée
Delphine André est divorcée de Jean-Christophe Pic, qui est notamment président de la Fédération nationale des transports routiers, avec qui elle a eu deux enfants, Charles, né en 1990, et Arthur, né en 1991. Ils ont tous les deux fait une carrière en sport automobile, le premier ayant même disputé 39 Grands Prix de Formule 1 de 2012 à 2013, puis se sont reconvertis au sein de l'entreprise familiale, avec pour le premier un poste de directeur général du département Assets à partir de 2015, et de Delta Route, une filiale du Groupe GCA, et pour le deuxième une fonction de directeur adjoint Sud-Est de la société.